# Зубик Володимир Володимирович
Володимир Володимирович Зубик (нар. 28 лютого 1958, місто Львів) — народний депутат України 5–8 скликань, підприємець, президент неприбуткової організації Асоціації Підприємств будівельників «Інтергал-Буд». 2020 року увійшов у рейтинг «100 найбагатших українців» (44-та позиція) журналу «Фокус» з оцінкою капіталу у $247 млн; також увійшов до сотні найбагатших українців за версією журналу «Forbes Uкraine», а також — за версією журналу «Кореспондент». У листопаді 2020 року компанія «Інтергал-Буд» одночасно зводила 1,13 млн кв.м житла й за цим показником стала лідером будівельного ринку України.

## Освіта
Львівський торговельно-економічний інститут (1980), інженер-економіст, «Організація механізованої обробки економічної інформації».

## Трудова діяльність
- 1980–1982 — служба в армії.
- 1982–1983 — бухгалтер централізованої бухгалтерії тресту їдалень, Львів.
- 1983–1991 — ревізор, старший ревізор контрольно-ревізійного відділу Управління громадського харчування Львівського облвиконкому.
- 1991–1992 — директор МП «Прогрес», Львів.
- 1993–1995 — директор СП «Оушен», Львів.
- 1995–2005 — генеральний директор представництва компанії «Ворлд Вайд Нова Асошиейтс Інк», Львів.
- 2005–2006 — директор з економічних питань та фандрейзингу благодійного фонду «Світ дитини», Львів.
- 2006–2019 — народний депутат України.
- З вересня 2019 року — президент неприбуткової організації Асоціації "Підприємств будівельників «Інтергал-Буд».

## Депутатська діяльність
Народний депутат України 5-го скликання з травня 2006 по листопад 2007 від Блоку Юлії Тимошенко, № 64 в списку. На час виборів: директор з економічних питань та фандрейзингу благодійного фонду «Світ дитини» (місто Львів), безпартійний. Член фракції «Блоку Юлії Тимошенко» (травень — липень 2006). У липні 2006 року перейшов в антикризову коаліцію — Партії регіонів, СПУ і Компартії, яка згодом була перейменована в Коаліцію національної єдності. Член Комітету з питань правової політики (з липня 2006).
Народний депутат України 6-го скликання з листопада 2007 по грудень 2012 від Партії регіонів, № 98 в списку. Член фракції Партії регіонів (з листопада 2007), член Комітету з питань боротьби з організованою злочинністю і корупцією (з грудня 2007).
На Парламентських виборах в Україні 2012 р. балотувався по одномандатному виборчому округу № 195 (Соснівський район м. Черкаси, Драбівський, Чигиринський, Чорнобаївський райони Черкаської області) як самовисуванець. Пройшов у парламент, набравши 43,8 % голосів, випередивши основного конкурента В. Греся. Працював у Комітету з питань бюджету. 20 лютого 2014-го вийшов із Партії регіонів. Володимир Зубик першим поставив підпис під заявою до Верховної Ради взяти відповідальність за ситуацію в країні і закликом правоохоронців не виконувати злочинні накази збройного придушення протестів. Зубик брав участь у підтримці Євромайдану пальним і наметами. Компанія «Інтергал-Буд» передала сім квартир сім’ям загиблих на Майдані.
Народний депутат 8-го скликання з жовтня 2014 по травень 2019. Обраний через самовисування по виборчому округу №195, Черкаська область. Член Комітету з питань будівництва, містобудування і житлово-комунального господарства. Співавтор Законопроєкту №6403 (ухвалений в першому читанні), який Асоціація міст України назвала одним із трьох надважливих для реформи децентралізації.

## Скандали
З 1996 по 2005 роки мав громадянство острівної країни Кабо-Верде.
ЗМІ пов’язували Володимира Зубика з компанією «Лівела», що на пільгових умовах ввезла нафтопродукти в Україну, однак сам Володимир Зубик свою причетність до «Лівели» неодноразово спростовував.
Один із 148 депутатів Верховної Ради України, які підписали звернення до Сейму Республіки Польща з проханням визнати геноцидом поляків події національно-визвольної війни України 1942—1944 років. Цей крок перший Президент України Леонід Кравчук кваліфікував як національну зраду.
10 січня 2013 р. на вул. Озаркевича, 4 у Львові працівники підприємства «Розвиток нерухомості», яку пов'язували із Володимиром Зубиком, загнали важку техніку на територію занедбаного приміщення старої частини та зруйнували крило частини будівлі шпиталю митрополита Андрея Шептицького. Згодом начальник управління охорони історичної спадщини Львівської міської ради Лілія Онищенко заявила, що будівлі шпиталю на Озаркевича не є пам'яткою архітектури.
16 січня 2014 року був одним із народних депутатів, що голосували за Диктаторські закони.
З 1 січня 2017 року по 15 травня 2017 року взяв участь лише у 95 з 1312 голосувань ВРУ.
Компанія, яку ЗМІ пов'язують з Володимиром Зубиком, зазнала критики через вирубку зелених насаджень з порушенням процедури на приватній ділянці в Одесі.

## Суспільна діяльність та благодійність
2014 року Володимир Зубик започаткував премію «Інтелект року», яку отримують найбільш здібні школярі та вчителі-новатори м. Черкас. Премії отримали десятки молодих науковців, випускників Малої академії наук.
Коштом Зубика придбано реанімобілі для Чорнобаївської районної лікарні та інших до місцевих лікарень Черкаської області.

## Особисте життя
Одружений з Іриною Діль, відомою українською дизайнеркою одягу. Володимир Зубик виховує шістьох дітей.